# Кепиро, Шандор
Ша́ндор Ке́пиро (венг. Képíró Sándor; 18 февраля 1914, Шаркад, Австро-Венгрия — 3 сентября 2011, Будапешт, Венгрия) — офицер венгерской жандармерии, которого считают причастным к убийству мирных жителей Сербии, в частности к резне в Нови-Саде в январе 1942 года, где погибло более 4 тысяч человек, в том числе 1250 евреев и 2842 сербов.
По данным сотрудников мемориального комплекса Яд ва-Шем, Шандор Кепиро лично курировал операцию «Набег» в 1942 году. Его имя фигурирует в архивных документах, имеющих отношение к депортации евреев из Кишкунхалаша.
Первый раз был судим за убийство мирного населения в 1944 году и приговорён к 10 годам заключения. После государственного переворота в Венгрии 15-16 октября, в результате которого к власти пришла нацистская партия «Скрещённые стрелы» во главе с Ференцем Салаши, был освобождён и затем бежал из страны в Австрию. После окончания войны в 1946 году его заочно судили второй раз и приговорили к 14 годам заключения, но так и не нашли. В 1948 году Кепиро под чужим именем переехал в Аргентину. Кепиро вернулся в Венгрию в 1996 году
Кепиро числился под номером три в списке разыскиваемых преступников Центра Симона Визенталя. После смерти Ариберта Хайма и начала суда над Иваном Демьянюком Кепиро стал номером один.
14 февраля 2010 года венгерская прокуратура обвинила Кепиро в казни 4 человек и соучастии в гибели 36 человек в г. Нови-Сад.
Суд над Кепиро начался в Будапеште 5 мая 2011 года. Обвиняемый не признал свою вину в массовых убийствах и утверждал, что лишь выполнял приказы. Ранее он уже подавал иск на директора Центра Симона Визенталя Эфраима Зуроффа за клевету, но будапештский суд отклонил заявление Кепиро на основании приговора, вынесенного ему в 1944 году.
18 июля 2011 года суд Будапешта признал 97-летнего Кепиро, обвинявшегося в пособничестве нацистам и в массовых убийствах во время Второй мировой войны, невиновным.
Кепиро умер в больнице в Будапеште 3 сентября 2011 года.

## В культуре
В венгерском фильме 1966 года о нацистских преступниках «Холодные дни» его роль исполнил актёр Эзе Лайош.